# Ji Yun
Ji Yun (xinès tradicional: 紀昀, xinès simplificat: 纪昀, pinyin: Jǐ Yún) també conegut com a Ji Xiaolan (xinès tradicional: 紀曉嵐, xinès simplificat: 纪晓岚, pinyin: Jǐ Xiǎolán) (1724-1805) va ser un polític, escriptor i editor durant el regnat de l'emperador Qianlong de la dinastia Qing.
Va néixer a Xianxian província de Hebei. Durant el regnat de Qianlong, després de passar els corresponents exàmens (va obtenir del grau de jinshi l'any 1754) va ocupar diferents càrrecs polítics, fins a arribar a ser Ministre de Rites, i assolir el títol de Gran Acadèmic (daxueshi).
Una de les seves aportacions més importants va ser l'actuació com un dels tres editors en cap de la Biblioteca Imperial, dirigint un equip de més de 160 acadèmics amb la tasca de recopilar obres de la literatura i història xinesa, com la Siku quanshu (四库 全书) Biblioteca dels quatre tresors, que inclou 10500 texts i més de 3000 treballs. o la Siku Jinshu.
Entre 1789 i 1798 ca compilar 5 col·leccions de quaderns (biji) sobre temes naturals i sobrenaturals, i el l'any 1800 va recopilar 1200 històries sota el títol de Yuewei caotang biji (阅微草堂笔记).
Durant els seus darrers anys, Ji Yun es va convertir en un dels tres grans escriptors de contes rars a la Xina de la dinastia Qing (els altres dos eren Pu Songling i Yuan Mei). Els seus contes incloïen contes amb investigacions de fenòmens paranormals, així com històries de terror, relats d'estranys fenòmens naturals i retrats satírics d'erudits neoconfucians i funcionaris governamentals destacats.
Com a partidari de l'escola kaozheng, Ji Yun sovint va demostrar la seva capacitat crítica amb tendència a situar als estudiosos neoconfucians com a pedants capriciosos i de ment petita. A nivell personal era conegut per ser un àvid fumador de tabac, que fumava amb la seva pipa. Era un gourmet entusiasta amb un interès especial per la carn de porc i el te fort i no li agradaven els aliments bàsics amb midó com l'arròs, les patates, el blat i el blat de moro. Estimava les dones i va tenir moltes concubines al llarg de la seva vida. Poques vegades anava en carruatge i preferia caminar.